# محمد دوجی
محمد غلام‌عباس دوجی (انگلیسی: Mohammed "Mo" Gulamabbas Dewji؛ زادهٔ ۸ مهٔ ۱۹۷۵) یک تاجر، کارآفرین و سیاستمدار سابق اهل تانزانیا است. او صاحب گروه می-تل (MeTL) در تانزانیا است که توسط پدرش در دهه ۱۹۷۰ تأسیس شد. شرکت «می-تل» در زمینه‌های مختلف چون نساجی، آرد، نوشیدنی و روغن‌جات فعالیت می‌کند و دست کم با شش کشور آفریقایی مراوده بازرگانی دارد. دوجی از سال ۲۰۰۵ تا ۲۰۱۵ نماینده شهر خود سینگیدا در مجلس تانزانیا بود. در فوریه ۲۰۱۸ ارزش خالص دارایی‌های محمد دوجی ۱٫۵ میلیارد دلار آمریکا برآورد شد. از این رو او به عنوان هفدهمین فرد ثروتمند آفریقا و جوانترین میلیاردر این قاره شناخته می‌شود. او همچنین اولین تانزانیایی است که عکسش روی جلد مجله فوربس در سال ۲۰۱۳ منتشر شد. از او به عنوان تنها میلیاردر تانزانیا یاد می‌شود. دوجی حامی مالی اصلی باشگاه فوتبال سیمبا تانزانیا هم هست.
مجله فوربز در سال ۲۰۱۶ گزارش کرده بود که دوجی وعده داده دست کم نیمی از ثروتش را صرف امور خیریه کند. او در مصاحبه خود با بی‌بی‌سی در سال ۲۰۱۴ گفته بود احتمالاً ۱۰ فعالیت سیاسی او تحت عنوان نماینده حزب حاکم در پارلمان به او در ایجاد ارتباط با صاحبان قدرت و ثروت کمک کرده‌است.
محمد دوجی در ۱۱ اکتبر ۲۰۱۸ توسط افراد مسلح ناشناس در دارالسلام در برابر هتل سوآنکی و در حالی که عازم باشگاه ورزشی بود، ربوده شد و تاکنون خبری از او دردست نیست.